# Cantieri Benetti
I Cantieri Benetti sono un'azienda che opera nel settore della cantieristica con sede a Viareggio (sede storica), e stabilimento a Livorno.

## Storia

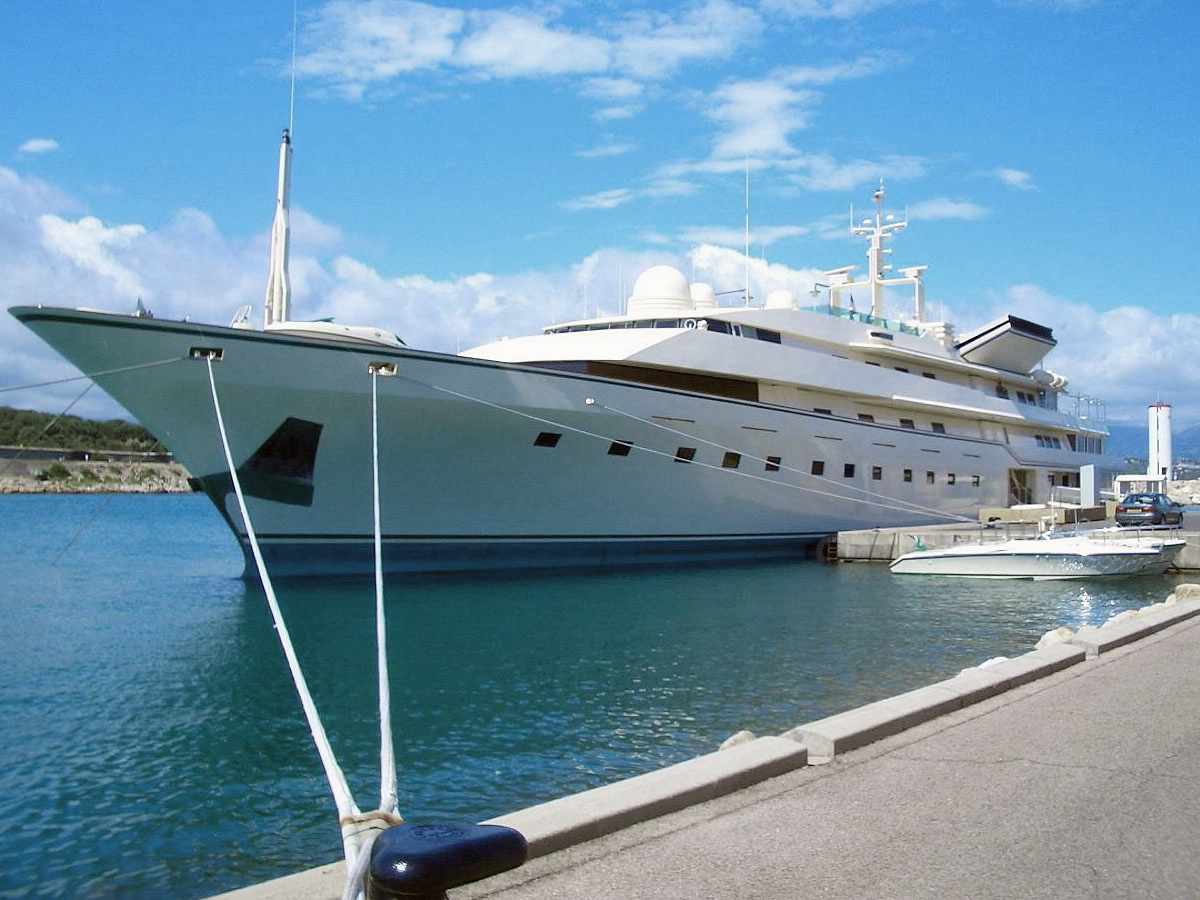
Il Kingdom 5KR costruito nel 1980 con il nome di Nabila

Fondati nel 1873, sono specializzati in imbarcazioni di grandi dimensioni dall'inizio del XX secolo, quando producevano i barcobestia. 
In seguito, gli yacht extralusso sono divenuti il principale oggetto della produzione dei cantieri, caratterizzata in genere da linee classiche e pregiate rifiniture.
Negli anni settanta i Cantieri Benetti divennero un tipico marchio di qualità italiano conosciuto in tutto il mondo, e proprio per questo sono stati acquistati dalla Azimut, di cui tuttora fanno parte come sezione specializzata per imbarcazioni di lusso.
Nel 1979 costruirono su commissione dell'imprenditore saudita Adnan Khashoggi il Nabila, un panfilo per l'epoca rivoluzionario, che inaugurò l'era dei moderni megayacht.
Nel 2003, dopo aver acquisito un cantiere a Fano, il gruppo Azimut-Benetti rilevò anche lo storico cantiere navale fratelli Orlando di Livorno, dove nel 2005 avvenne il varo del primo yacht (“Galaxy”, 56 metri di lunghezza).

## Il cantiere di Viareggio
La sede storica di Viareggio comprende un'area di circa 6 300 metri quadrati, dei quali 6 200 coperti. Gli uffici occupano una superficie di oltre 1 000 metri quadrati. Nel 2003 acquista l'area portuale del cantiere SEC, fallito negli anni precedenti, ed espande la sua produzione di imbarcazioni da diporto. Il sito produttivo di Viareggio costruisce imbarcazioni da 23 m a 37 m (Azimut vetroresina), mentre Benetti produce yacht da 32 m a 70 m.

## Il cantiere di Livorno

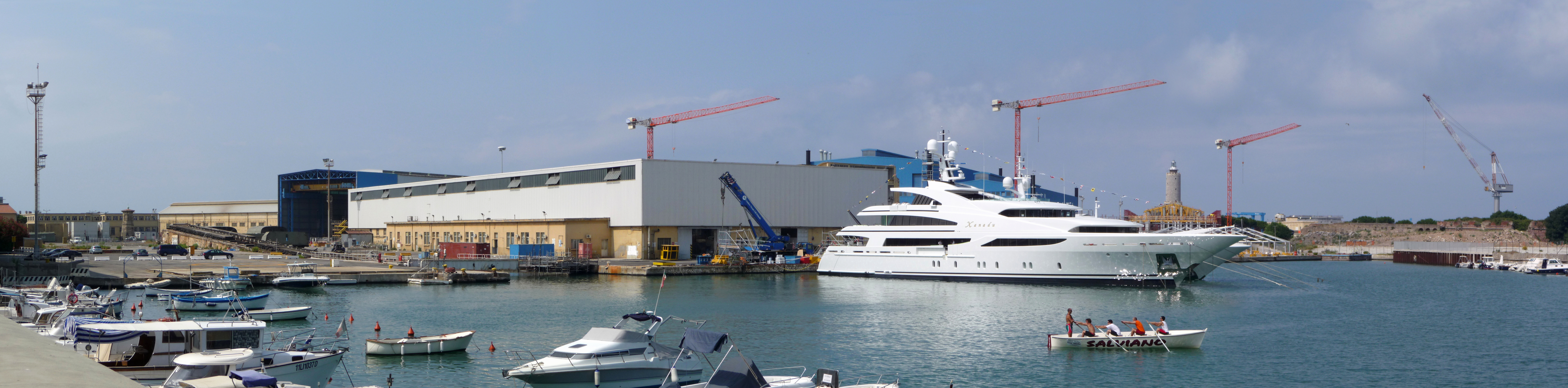
I Cantieri Benetti di Livorno

Dispongono di 260 000 metri quadrati di superficie, di cui 2 500 occupati da uffici. Sono presenti diversi capannoni per le lavorazioni alle imbarcazioni in costruzione ed in allestimento.

## Il cantiere di Fano
Si estende su poco più di 50 000 metri quadrati, 18 500 dei quali al coperto. Dispone inoltre di 60 metri di banchina nel porto. Parte della produzione viene completata a Viareggio.